# Dominique You (évêque)
Pour les articles homonymes, voir Dominique You et You.
 (juin 2021).
Si vous disposez d'ouvrages ou d'articles de référence ou si vous connaissez des sites web de qualité traitant du thème abordé ici, merci de compléter l'article en donnant les références utiles à sa vérifiabilité et en les liant à la section « Notes et références ».
Dominique You, né le 3 juillet 1955 à Gassin en France, est un évêque catholique français, évêque de Santissima Conceição do Araguaia au Brésil depuis 2006.

## Biographie

### Formation
Fils du général Bernard You, commissaire national de l'Association des guides et scouts d'Europe, Dominique You est entré au séminaire de Paray-le-Monial avant de poursuivre sa formation au séminaire français de Rome.
Bien qu'originaire du diocèse de Fréjus-Toulon, il a été ordonné prêtre le 23 juillet 1981 pour le diocèse de Tulle.
Il est le frère du père François You, père abbé de l'abbaye Notre-Dame de Maylis.

### Principaux ministères

#### Prêtre
Dans son diocèse, il est vicaire à la paroisse Saint-Sernin de Brive, puis aumônier des lycées et collèges de Brive.
En 1992, il part au Brésil comme prêtre fidei donum.
Il coordonne l'Œuvre Points-Cœur dans ce pays et est directeur spirituel au séminaire "Central da Bahia".
En 1994, il est nommé curé de la paroisse "Nossa Senhora dos Alagos", ministère qu'il conservera jusqu'à son ordination épiscopale.

#### Évêque
Nommé évêque auxiliaire de São Salvador de Bahia au Brésil le 11 décembre 2002, il a été ordonné le 10 février 2003. Depuis le 8 février 2006, il est évêque de Santíssima Conceição do Araguaia, en Amazonie, toujours au Brésil.
Il participe en tant que tel au synode sur l'Amazonie.